# Fais ta prière... Tom Dooley
Pour plus de détails, voir Fiche technique et Distribution.
Fais ta prière... Tom Dooley (titre original : The Legend of Tom Dooley) est un film américain de Ted Post sorti en 1959.

## Synopsis
Durant la guerre de Sécession, une diligence nordiste est attaquée par trois soldats sudistes. Les passagers sont tués. Ignorant que les hostilités étaient sur le point de prendre fin, Tom Dooley et ses deux camarades sont alors devenus des assassins. Voulant échapper à la potence, Dooley prend la fuite en entraînant la jolie Laura Foster dont il est amoureux. Mais la jeune femme est également courtisée par Charlie Grayson. Celui-ci se joint aux militaires et civils pour appréhender les trois fugitifs et surtout se débarrasser de son rival en amour...

## Fiche technique
- Titre original : The Legend of Tom Dooley
- Titre français : Fais ta prière... Tom Dooley
- Réalisation : Ted Post
- Producteur : Stanley Shpetner
- Scénario : Stanley Shpetner
- Directeur de la photographie : Gilbert Warrenton
- Montage : Robert S. Elsen
- Musique : Ronald Stein
- Interprètes de la chanson du film : The Kingston Trio
- Production : Stanley Shpetner pour Columbia Films
- Pays d'origine :  États-Unis
- Langue originale : anglais
- Genre : western
- Durée : 79 minutes
- Dates de sortie :
  - États-Unis : juillet 1959
  - France : 23 décembre 1959
- Format : Noir et blanc
- Affiche : Boris Grinsson (France)

## Distribution
- Michael Landon (VF : Roger Rudel) : Tom Dooley
- Jo Morrow (VF : Sophie Leclair) : Laura Foster
- Jack Hogan (VF : Jacques Thébault) : Charlie Grayson
- Richard Rust (VF : Lucien Bryonne) : Country Boy (Courte-en-bois en VF)
- Dee Pollock (VF : Philippe Mareuil) : Abel
- Ken Lynch (VF : Jean-Jacques Delbo) : M. Foster
- Howard Wright (VF : Paul Amiot) : le shérif Joe Dobbs
- Ralph Moody (VF : Fernand Fabre) : Doc Henry
- John Cliff (VF : Jacques Beauchey) : le lieutenant
- Cleerio Meredith (VF : Marie Francey) : Meg
- Gary Hunley : l'enfant
- Anthony Jochim (VF : Paul Villé) : le prêcheur
- Jeff Morris : le soldat confédéré de la diligence
- Jason Johnston (VF : Jean Berton) : Frank
- Boyd 'Red' Morgan : le cocher de la diligence
- Maudie Prickett : la 1re passagère de la diligence
- Juney Ellis : la 2de passagère de la diligence
- Bill Hale : le garde de la diligence
- Boyd Santell : Andy

## Autour du film
- Le producteur et scénariste du film Stanley Shpetner a pris comme point de départ la reprise de la chanson Tom Dooley en 1958 par The Kingston Trio. et a incorporé cette interprétation dans le film. La chanson fait référence à une affaire criminelle ayant eu lieu en 1866, le film a conservé le nom des protagonistes, cependant le déroulement de l'histoire y est différent.